# Pratt & Whitney Canada PT6
Pratt & Whitney Canada PT6 — авиационный турбовинтовой двигатель, выпускаемый компанией Pratt & Whitney Canada, дочерним подразделением американской корпорации Pratt & Whitney. Является одним из самых распространённых ТВД своего класса в мире: общий выпуск к ноябрю 2015 года составил 51 000 экземпляров, суммарная наработка — 400 млн лётных часов. Основное применение двигателя — лёгкие пассажирские, транспортные и учебно-тренировочные самолёты, такие как Cessna 208, DHC-6 Twin Otter, Beechcraft King Air, Short 360, Beechcraft Starship и многие другие. Модификации PT6 используются на вертолётах, а также на судах, аппаратах на воздушной подушке, наземной технике. На основе данного двигателя разработаны также вспомогательные силовые установки и промышленные ГТУ .

## Разработка
Замысел двигателя относится к 1956 году. В то время главной коммерчески успешной моделью фирмы являлся поршневой звездообразный двигатель Wasp мощностью 600 л. с.. Несмотря на его масштабный серийный выпуск, руководство Pratt & Whitney Canada предвидело потребность в ТВД аналогичной мощности. Однако Коммерческий банк Монреаля отказал в финансировании проекта, но несмотря на это, первый опытный двигатель был изготовлен в течение 1959 года. Первый полёт состоялся в 1961 году, а сертификация и запуск в производство — в 1963 году. Начиная с этого времени, характеристики PT6 постоянно улучшались: в модификациях, выпускаемых на 2016 год по сравнению с ранними сериями отношение тяги к весу возросло на 50 %, потребление топлива уменьшилось на 20 %, а степень сжатия достигла 14:1. В процессе модернизации также совершенствовалась система управления, расширялся межремонтный интервал и улучшались экологические показатели. В настоящее время через платформу EngineWise удалённо ведутся сбор и анализ данных с эксплуатируемых PT6, а для удобства эксплуатантов компания-производитель разработала мобильное приложение, информирующее их о необходимых сервисных бюллетенях, сервисных инструкциях и наличии ремонтных центров отдельно по зарегистрированному пользователем имеющемуся типу двигателя.

## Конструкция
PT6 представляет собой газотурбинный двигатель со свободной турбиной. Схема — обратная относительно направления полёта (воздухозаборник сзади, редуктор и выхлоп впереди), что является удобным решением для привода воздушного винта или вентилятора, а также для упрощения технического обслуживания. Вокруг задней части двигателя находится входное устройство радиального типа, в нём установлена сетка для защиты от попадания посторонних предметов, имеется противообледенительная система, основанная на впрыске спирта. Далее воздух поступает в компрессор, имеющий 3 или 4 (на модификациях большей мощности) осевых ступени и 1 центробежную. Корпус компрессора и диффузора сделан из нержавеющей стали. Камера сгорания — кольцевая противоточная с 14 одноступенчатыми форсунками, корпус её также выполнен из нержавеющей стали. Турбина компрессора одноступенчатая с максимальной скоростью вращения 45000 об/мин. Она газодинамически связана с силовой турбиной, одно- или двухступенчатой на более мощных модификациях, вращающейся со скоростью 30000 об/мин. Для привода воздушного винта (вращающегося по часовой стрелке) используется двухступенчатый редуктор, уменьшающий частоту вращения до 1900—2200 об/мин. За ним по бокам установлены 2 выхлопных патрубка.

## Модификации
Семейство PT6 в основном представлено модификациями PT6A для установки на самолёты, а также турбовальными вертолётными вариантами PT6B/C. Есть различные специализированные версии двигателя для наземного, промышленного и иного применения.
| Модификация    | Мощность, л. с. | Применение                                                                            |
| серия PT6A     | серия PT6A      | серия PT6A                                                                            |
| -------------- | --------------- | ------------------------------------------------------------------------------------- |
| PT6A-6         | 500             | базовая версия                                                                        |
| PT6A-112       | 500             | Cessna F406, Cessna Conquest I                                                        |
| PT6A-11        | 550             |                                                                                       |
| PT6A-114A      | 675             | Cessna 208                                                                            |
| PT6A-27        | 680             | DHC-6 series 300, Embraer EMB 110, Beechcraft 99, LET L410, Pilatus PC-6 Turbo Porter |
| PT6A-135A      | 750             | Beechcraft King Air F90                                                               |
| PT6A-41/42/42A | 850             | Piper PA-42, Beechcraft King Air B200                                                 |
| PT6A-66B       | 850             | Piaggio P.180 Avanti II                                                               |
| PT6A-140       | 867             | Cessna Grand caravan EX                                                               |
| PT6A-62        | 950             | Pilatus PC-9                                                                          |
| PT6A-65B       | 1100            | Beechcraft 1900D, PZL M28                                                             |
| PT6A-67B/D     | 1200            | Pilatus PC-12, Beechcraft 1900D                                                       |
| PT6A-68        | 1250            | Beechcraft T-6 Texan II                                                               |
| PT6A-67R       | 1424            | Shorts 360                                                                            |
| PT6A-68B/C     | 1600            | Pilatus PC-21, Embraer EMB 314 Super Tucano                                           |
| серия PT6B/C   |                 |                                                                                       |
| PT6B           | 981             | AgustaWestland A.119, Sikorsky S-76B                                                  |
| PT6C-67C       | 1700            | AgustaWestland AW139                                                                  |